# Eridontomerus bouceki
Eridontomerus bouceki är en stekelart som beskrevs av Zerova och Seregina 1991. Eridontomerus bouceki ingår i släktet Eridontomerus och familjen gallglanssteklar.
Artens utbredningsområde är Kazakstan. Inga underarter finns listade i Catalogue of Life.